# Flatovertex
Flatovertex is een geslacht van rechtvleugeligen uit de familie veldsprinkhanen (Acrididae). De wetenschappelijke naam van dit geslacht is voor het eerst geldig gepubliceerd in 1981 door Zheng.

## Soorten
Het geslacht Flatovertex omvat de volgende soorten:
- Flatovertex cyaneitibialis Zhang & Han, 2010
- Flatovertex nigritibialis Zheng & Zhang, 2006
- Flatovertex rufotibialis Zheng, 1981